# Éric Boullier

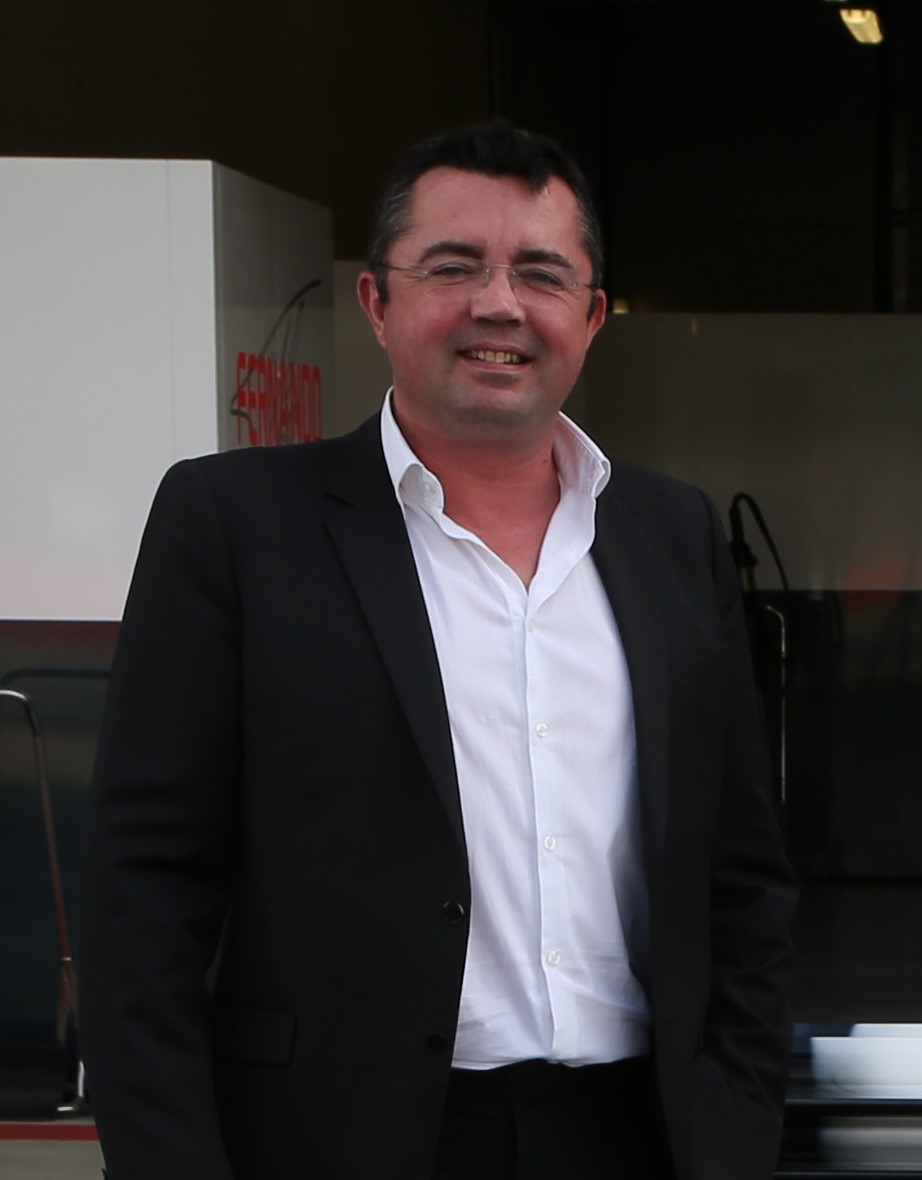
Éric Boullier, 2015

Éric René Boullier (* 9. November 1973 in Laval (Mayenne)) ist ein französischer Motorsport-Ingenieur und -Manager. In der Formel 1 war er zunächst Teamchef des Renault-Teams, aus dem später das Lotus F1 Team hervorging, sowie der Vizepräsident der Formel-1-Teamvereinigung FOTA. Danach war er Renndirektor des Formel-1-Teams McLaren.

## Karriere
Boullier ist Absolvent des Institut polytechnique des sciences avancées, an dem er Aeronautik und Raumfahrt studierte. Von 1999 bis 2001 war er Renningenieur bei DAMS in der Formel 3000. 2002 übernahm er die Position des Chefingenieurs des spanischen Rennsport-Teams Racing Engineering. Anfang 2003 wechselte er zum französischen DAMS-Team, um die Stelle des technischen Direktors zu übernehmen – einschließlich des Betriebs des Rennstalls A1 Team France.
Ende 2008 wurde Boullier CEO von Gravity Sport Management, wo er für viele Fahrer verantwortlich war – unter anderen für Ho-Pin Tung, Adrien Tambay, Jérôme D’Ambrosio und Christian Vietoris.
Nach der Formel-1-Saison 2009 wurde das Renault-Team von dem luxemburgischen Investment-Unternehmen Genii Capital übernommen. Einer der dortigen Führungsfiguren ist Gerard Lopez – der auch einer der wichtigsten Männer bei Gravity Sport ist. Am 5. Januar 2010 wurde Boullier zum neuen Teamchef ernannt, obwohl er zuvor noch nicht in der Formel 1 tätig war. Das neue Renault-Team schloss die Saison 2010 in der Konstrukteurswertung mit dem 5. Platz ab. Denselben Platz errang das mittlerweile in Lotus Renault GP umbenannte Team 2011. 2012 und 2013 war Boullier weiterhin Teamchef des in Lotus F1 Team abermals umbenannten Teams.
Im Januar 2014 verließ Boullier den finanziell angeschlagenen Lotus-Rennstall und wechselte zum Konkurrenten McLaren als Renndirektor. Anfang Juli 2018 trat er von diesem Posten zurück.
Seit Februar 2019 ist Boullier als strategischer Berater für die Organisation des Großen Preises von Frankreich tätig.